# Лодај (Висконсин)
Лодај (енгл. Lodi) град је у америчкој савезној држави Висконсин.

## Демографија
По попису из 2010. године број становника је 3.050, што је 168 (5,8%) становника више него 2000. године.
| Група             | 2000.         | 2010.         |
| Белци             | 2.821 (97,9%) | 2.911 (95,4%) |
| Афроамериканци    | 5 (0,2%)      | 8 (0,3%)      |
| Азијати           | 7 (0,2%)      | 31 (1,0%)     |
| Хиспаноамериканци | 29 (1,0%)     | 62 (2,0%)     |
| Укупно            | 2.882         | 3.050         |